# 花園めい
花園 めい（はなぞの めい）は、日本の女性声優。主にアダルトゲームの登場人物を演じている。

## 出演
太字は主役・メインキャラクター。

### PCゲーム

#### 2016年
- 時を紡ぐ約束（碓氷 穂乃香）
- 戦国†恋姫X〜乙女絢爛☆戦国絵巻〜（北条 朧 綱成）
- ウィザーズコンプレックス（真名鶴 一葉）[1]
- タユタマ2 -you're the only one-（2016年 - 2017年、西条 緋文）[2] - 2作品

#### 2017年
- 彼女と俺の恋愛日常（紫苑 夏芽）
- 天結いキャッスルマイスター（ミクシュアナ）[3]
- はにデビ! Honey&Devil（藤堂 葵）
- ピュアソングガーデン!（下国 明日歌）
- 初情スプリンクル（花房 小春）[4]
- 真・恋姫†夢想-革命- 蒼天の覇王（孫乾）
- お家に帰るまでがましまろです（JC）
- 弓張月の導き雲はるか（シルヴィア）
- 桜ひとひら恋もよう（上川 紗矢）
- BALDR BRINGER（2017年 - 2018年、十彩・デ・ヴィータ） - 2作品
- ノラと皇女と野良猫ハート2（アイリス・ディセンバー・アンクライ）[5]
- ゆらめく心に満ちた世界で、君の夢と欲望は叶うか（クロ、シロ）

#### 2018年
- 処女はお姉さまに恋してる 3つのきら星（風早 織女）[注 1]
- RIDDLE JOKER（周防 恭平）
- 勇者と魔王と、魔女のカフェ（エリア）
- 真・恋姫†夢想-革命- 孫呉の血脈（孫乾）
- 出会って5分は俺のもの! 時間停止と不可避な運命（東雲 梓）
- 封緘のグラセスタ（マオ・セイレン）
- 乙女が結ぶ月夜の煌めき（2018年 - 2019年、四條 蘭）[7] - 2作品

#### 2019年
- さくらいろ、舞うころに（北美 凜）
- 黄昏のフォルクローレ（弓張 月子）
- 真・恋姫†夢想-革命- 劉旗の大望（孫乾）
- レイルロアの略奪者（イースラ・エイライン）
- 流星ワールドアクター（クラリス・ツァインブルグ）
- どっちのiが好きですか?（種村 小柚子）[8]

#### 2020年
- SHUFFLE! エピソード2 神にも悪魔にも狙われている男（ネリア）[9]

#### 2021年
- 流星ワールドアクター Badge & Dagger（クラリス）
- 天結いラビリンスマイスター (ミクシュアナ)

#### 2023年
- 真・恋姫†英雄譚5 ～乙女耀乱☆三国志演義［魏］～（孫乾）

### ブラウザゲーム
- 真・恋姫†夢想～天下統一伝～（孫乾）

### オンラインゲーム
- アイオライトリンク（アンナ）
- 天穹ノ彼方の錬星郷（藤堂 葵）
- UNITIA 神託の使徒×終焉の女神（リュイン）
- あいりすミスティリア!〜少女のつむぐ夢の秘跡〜（ユー）[10]
- 凍京NECRO＜トウキョウ・ネクロ＞ SUICIDE MISSION (冷泉 火燐、マリー・ブリジット)
- あやかしランブル!(ヒエン)
- Deep One 虚無と夢幻のフラグメント（ブリジット・ボードウィン）
- オトギフロンティア（エミリー）

### 同人ゲーム
- LOVE³ -ラヴキューブ-（2019年、東坊城 聖）

### ドラマCD
- 時を紡ぐ約束 朝チュン目覚ましボイスCD（碓氷 穂乃香）
- タユタマ2 -you're the only one- 恋に揺蕩う乙女たちの女子会（西条 緋文）
- 天結いキャッスルマイスター ミクシュアナの添い寝CD（ミクシュアナ）
- ノラと皇女と野良猫ハート2 
  - ミニドラマ カラオケボックスは食べ物ではありません（アイリス・ディセンバー・アンクライ）
  - 皇女様のこの夏食べたいものベスト10（アイリス・ディセンバー・アンクライ）
- 処女はお姉さまに恋してる 3つのきら星 添い寝CD（風早 織女）
- 勇者と魔王と、魔女のカフェ イチャイチャシチュエーションドラマCD（エリア）
- 出会って5分は俺のもの! 時間停止と不可避な運命 三人一緒にイチャイチャ食事 -桜良＆ノア＆梓-（東雲 梓）
- 乙女が結ぶ月夜の煌めき 体験版お疲れ様ボイス（四條 蘭）
- 流星ワールドアクター ルカの悪口をひたすらダベる女子回（クラリス・ツァインブルグ）

## キャラクターソング
※太字は花園めいの役名。
| 発売日   | タイトル                                                                    | 名義                                                             | 楽曲                                            | タイアップ                                          |
| 2016年   | 2016年                                                                      | 2016年                                                           | 2016年                                          | 2016年                                              |
| -------- | --------------------------------------------------------------------------- | ---------------------------------------------------------------- | ----------------------------------------------- | --------------------------------------------------- |
| 3月25日  | 「時を紡ぐ約束」サウンドトラック                                            | 碓氷 穂乃香                                                      | 「紅吹雪」                                      | PCゲーム『時を紡ぐ約束』挿入歌                      |
| 3月25日  | 「時を紡ぐ約束」サウンドトラック                                            | 碓氷 穂乃香                                                      | 「君と紡ぐ歌」                                  | 〃 穂乃香ルートED曲                                 |
| 2017年   |                                                                             |                                                                  |                                                 |                                                     |
| 4月28日  | 「タユタマ2 -After Stories-」                                               | 西条 緋文、泉戸 こはく、湯ノ花 菜乃                              | 「Love For You!」                               | PCゲーム『タユタマ2 -After Stories-』挿入歌         |
| 6月30日  | 「ピュアソングガーデン!」サウンドトラック『ミライレコード!』                | 下国 明日歌                                                      | 「ドリームトゥモロウ」                          | PCゲーム『ピュアソングガーデン!』ユアソング         |
| 6月30日  | 「ピュアソングガーデン!」サウンドトラック『ミライレコード!』                | M3部                                                             | 「ソング・フォー・ミュージック」                | 〃 ワールドソング                                   |
| 10月27日 | 「ノラと皇女と野良猫ハート2」                                               | アイリス・ディセンバー・アンクライ、ノエル・ザ・ネクストシーズン | 「クライングハート」                            | PCゲーム『ノラと皇女と野良猫ハート2』オープニング曲 |
| 2018年   |                                                                             |                                                                  |                                                 |                                                     |
| 6月29日  | 「ピュアソングガーデン!」コンプリートサウンドトラック『エンゼルラブソング』 | 下国 明日歌                                                      | 「ドリームトゥモロウ」（96kHz/24bit）           | PCゲーム『ピュアソングガーデン!』ユアソング         |
| 6月29日  | 「ピュアソングガーデン!」コンプリートサウンドトラック『エンゼルラブソング』 | M3部                                                             | 「ソング・フォー・ミュージック」（96kHz/24bit） | 〃 ワールドソング                                   |